# Castell de Vallfogona
El Castell de Vallfogona és un edifici de Vallfogona de Ripollès (Ripollès), declarat bé cultural d'interès nacional.

## Història
Aquesta fortalesa o casal fortificat es trobava dins l'antic terme del castell de Milany, on residí la família del mateix a partir del segle xiii. La primera notícia d'aquesta fortalesa és de l'any 1280, quan Sibil·la, comtessa d'Empúries i vescomtessa de Bas, vengué al seu possible nebot, Dalmau de Palau, la seva sala o estatge («salam nostram silve stadium») del castell de Milany, amb Vallfogona i les parròquies de Llaés i Puigmal.
El 1295, el nou feudatari i cap de la tercera família Milany refeu la fortalesa (anomenada ña Sala), la qual cosa feu que l'abat de Sant Joan, que era el seu senyor superior, l'hi aixequés un litigi l'any 1297, doncs el feudatari no estava autoritzat de fer obres sense el permís de l'abat. Cap al , la Sala fou reconstruïda per Ramon de Milany. El 1600 es concedí el títol de comte de Vallfogona a Miquel Galceran de Pinós, baró de Milany. Actualment, aquest títol l'ostentent els ducs d'Híxar.
Cap al 1910, el casal fou reparat pel seu propietari Eusebi Budallés, de Ripoll, que hi sojornava temporalment, i fa poc temps es tornà a restaurar, però té una part ruïnosa i serveix només de masoveria.

## Descripció
Resta en peu el gran casal, molt malmès, sobre el poble. De planta quadrada, es podria fer una divisió pel mig amb un eix que va de llevant a ponent. D'aquesta divisió la sud- meitat nord, encara es conserva aixecada amb baixos i tres plantes, i es distribueix interiorment en estances petites, que podrien ser zones de serveis, cuines, etc. La meitat sud, està dividida en planta baixa i pis, arribant els seus murs a l'altura de l'anterior, i es conserven les restes del que deuria ésser la planta noble amb graons salons. Aquesta part està arruïnada actualment, conservant-se només els murs perimetrals en tota l'alçada, i es fa servir com corral de la masoveria. A la planta noble s'hi arribava a través d'una escalinata exterior encara existent, situada en l'angle sud-est del castell. Al cantó nord-oest, es troba una gran torre quadrada, aixecada actualment en la seva totalitat, i recentment consolidada, doncs hi tenia una gran esquerda per la banda sud. Hom podria identificar aquest cos amb la torre de l'homenatge, dividida en set plantes o cambres amb llar de foc a cadascuna, i amb un gran tiratge de fum únic empitrat en el mur de migdia. La torre té restes de matacans a la part superior.